# Rod Amateau
Rodney „Rod“ Amateau (* 20. Dezember 1923 in New York City, New York; † 29. Juni 2003 in Los Angeles, Kalifornien) war ein US-amerikanischer Filmregisseur, Filmproduzent und Drehbuchautor.
Sein Vater war der jüdische Türke Albert Jean Amateau. Rod Amateau arbeitete seit den 1950er Jahren vorwiegend für das US-amerikanische Fernsehen und produzierte in den 1970er und -80er Jahren eine Reihe von Kinofilmen, bei denen er auch Regie führte. Vielbeachtet war sein kommerzieller und künstlerischer Misserfolg mit dem Film Die Schmuddelkinder (1987). 1988 schrieb er das Drehbuch für den Film Sunset – Dämmerung in Hollywood. 1989 zog er sich aus dem Filmgeschäft zurück. Für die Bob Cummings Show wurde Amateau 1956 für den Emmy nominiert. Er inszenierte mehrere Episoden der Serie Ein Duke kommt selten allein und war in einigen Episoden auch als Nebendarsteller zu sehen.
Von 1945 bis zur Scheidung 1949 war er mit der Schauspielerin Coleen Gray verheiratet.

## Filmografie (Auswahl)

### Regie
- 1951: Trommeln im tiefen Süden (Drums in the Deep South) (Dialogregie)
- 1951: … jetzt wird abgerechnet (The Bushwhackers)
- 1952: Monsun (Monsoon)
- 1955–1958: The Bob Cummings Show (Fernsehserie)
- 1959–1963: The Many Loves of Dobie Gillis (Fernsehserie)
- 1972: Wo tut’s weh? (Where Does It Hurt?)
- 1976: Zoff im Autokino (Drive-In)
- 1978: Son of Hitler
- 1979–1981: Ein Duke kommt selten allein (Dukes of Hazzard, Fernsehserie)
- 1983: Großalarm im Krankenhaus (Uncommon Valor)
- 1983: High School U.S.A.
- 1984: Lovelines
- 1987: Die Schmuddelkinder (The Garbage Pail Kids Movie)

### Drehbuch
- 1975: Die Wilby-Verschwörung (The Wilby Conspiracy)